# Nereimyra cincinnata
Nereimyra cincinnata är en ringmaskart som först beskrevs av Addison Emery Verrill 1885.  Nereimyra cincinnata ingår i släktet Nereimyra och familjen Hesionidae. Inga underarter finns listade i Catalogue of Life.